# Amoras (Emicida)
Amoras é o primeiro livro do cantor de rap Emicida inspirado em uma conversa que o cantor teve com sua filha embaixo de uma amoreira. Lançado em 2018, o livro aborda com suavidade, assuntos complexos como racismo, diversidade, representatividade e identidade.

## Sobre o livro
O livro também é inspirado na música “Amoras”, do segundo álbum do artista, na qual Emicida canta: “Que a doçura das frutinhas sabor acalanto/ Fez a criança sozinha alcançar a conclusão/ Papai que bom, porque eu sou pretinha também”. 
O livro conta com ilustrações de Aldo Fabrini e, no canal do Youtube do cantor, há uma versão narrada da história com ilustrações animadas.
Em 2020, durante a pandemia de coronavírus, uma versão digital do livro foi disponibilizada gratuitamente pela Amazon Brasileira.
No ano de 2023 foi alvo de intolerância religiosa praticada pela mãe de um aluno do ensino fundamental de uma escola particular de Salvador, na Bahia.